# Cinchona pitayensis
Cinchona pitayensis är en måreväxtart som först beskrevs av Hugh Algernon Weddell, och fick sitt nu gällande namn av Hugh Algernon Weddell. Cinchona pitayensis ingår i släktet Cinchona och familjen måreväxter. Inga underarter finns listade i Catalogue of Life.